# Minolta AF 24mm f/2.8
Minolta AF 24mm f/2.8 — широкоугольный объектив производства Minolta для системы Minolta AF, также совместим с Sony α. Происходит из аналогичного неавтофокусного объектива Минолты Minolta 24mm f/2.8 MD W.Rokkor-X выпускавшегося также под маркой Leica Elmarit-R 24mm f/2.8. Лейка использовала дизайн и линзы Минолты, но сборка и контроль осуществлялись на её заводах.